# Charles Beauduin
Charles Lambert Beauduin (19 september 1959) is een Belgisch ondernemer. Hij is eigenaar en CEO van textielmachineproducent Vandewiele en co-CEO van technologiebedrijf Barco.

## Levensloop

### Familie
Charles Beauduin is een achterkleinzoon van Lucien Beauduin, afgevaardigd bestuurder van de Tiense Suikerraffinaderij, liberaal senator en burgemeester van Lubbeek. Een oom van Lucien, Victor Beauduin (1845-1904), was medeoprichter van de Tiense Suikerraffinaderij en burgemeester van Tienen. Charles is tevens een kleinzoon van Franz de Voghel, die minister van Financiën en medestichter van Europalia en de Koning Boudewijnstichting was.
De verkoop van het Tiense suikerbedrijf in 1989 door de families Ullens de Schooten en Wittouck legde de basis voor de fortuinen van deze families en betekende ook industriële expansie voor de familie Beauduin.
Hij is gehuwd met barones Bernadette de Bethune, telg uit de familie De Bethune en onder meer bestuurder van DPG Media. Het echtpaar heeft vier zonen.

### Loopbaan
Beauduin studeerde rechten aan de Katholieke Universiteit Leuven en behaalde een MBA aan de Harvard Business School in de Verenigde Staten. Na zijn studies was hij academicus in de Verenigde Staten en Japan.
Zijn familie was met de merken Titan en Baratto actief in de productie van industriële naaimachines. Eind 1993 kwam de noodlijdende West-Vlaamse textielmachineproducent Vandewiele in handen van de familie Beauduin. Charles werd gedelegeerd bestuurder van de onderneming en was verantwoordelijk voor de groei van Vandewiele tot een moderne producent van weefmachines.
In juni 2014 kocht Vandewiele 9,6% van de aandelen van technologiebedrijf Barco van Gimv over en werd zo referentieaandeelhouder van Barco. In januari 2015 volgde Beauduin Herman Daems als voorzitter van Barco op. In juni 2020 controleerde Beauduin 18% van Barco. In september 2021 werd hij na het vertrek van Jan De Witte samen met An Steegen co-CEO van Barco. Frank Donck volgde tegelijkertijd Beauduin als voorzitter van de raad van bestuur op.
Beauduin was tevens ondervoorzitter van werkgeversorganisatie Voka en bestuurder van werkgeversorganisatie Agoria.
Eind 2023 nam hij een belang van 4,6% in vastgoedgroep Atenor.